# Joliet, Illinois
Orașul Joliet este localizat în partea de sud-vest a orașului Chicago, la o distanță de 40 de mile, fiind și parte a zonei metropolitane Chicago. Este reședința comitatului Will, extinzându-se și în comitatul alăturat, Kendall. La referendumul din anul 2000, localitatea avea o populație de 106.221 rezidenți.

## Personalități marcante
- Adrianne Curry, fotomodel